# Strajk w Deir el-Medinie

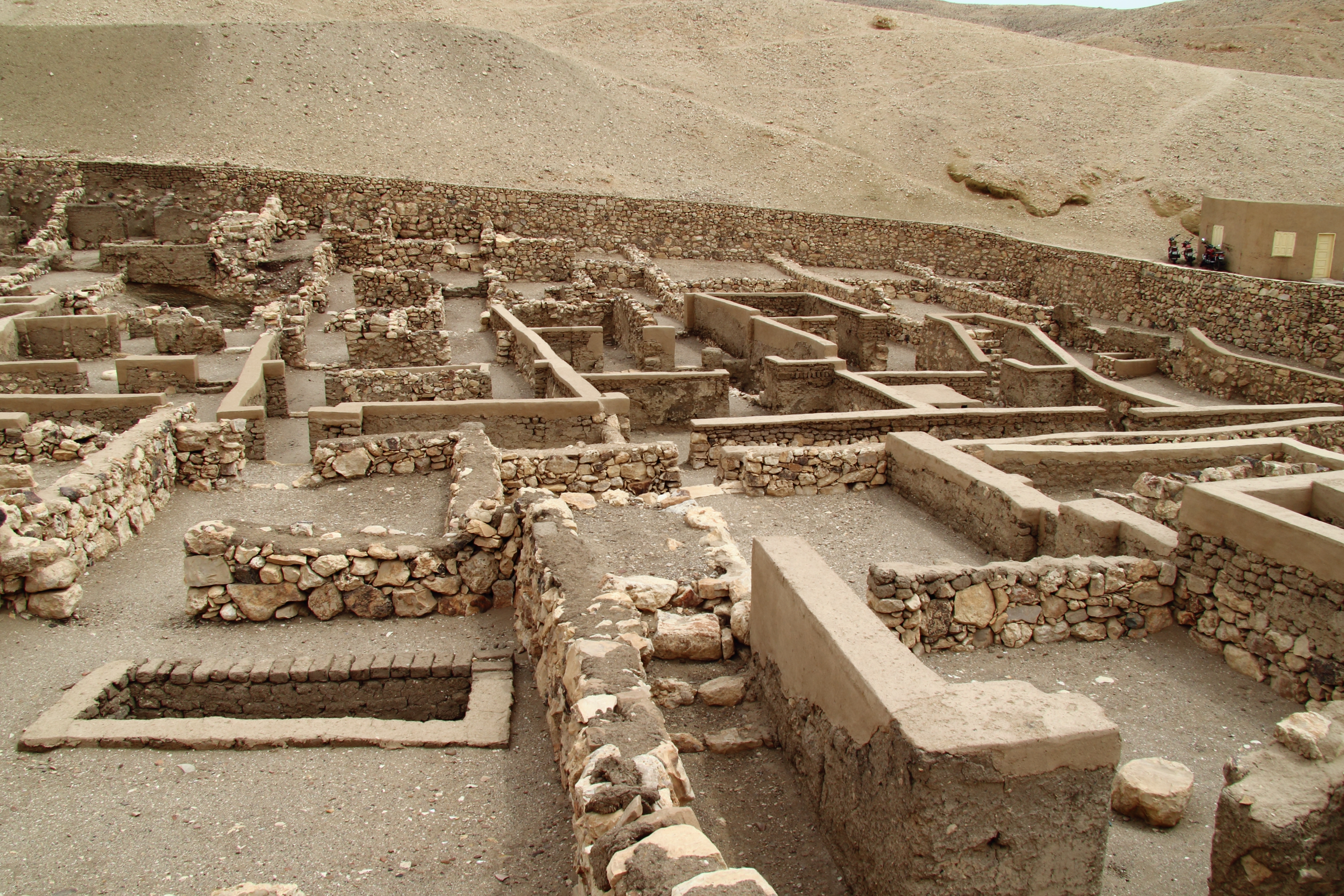
Starożytna wioska rzemieślników w Deir el-Medina (marzec 2016)

Strajk w Deir el-Medina – pierwszy znany w historii udokumentowany strajk pracowniczy, który miał miejsce w starożytnym Egipcie około 1159 p.n.e., za panowania faraona Ramzesa III. Protest przeprowadzili rzemieślnicy i robotnicy zatrudnieni przy budowie królewskich grobowców w Dolinie Królów. Wydarzenia te stanowią przełomowy moment w historii starożytnego Egiptu i są często interpretowane jako symboliczne naruszenie zasady ma’at – centralnej idei egipskiego porządku kosmicznego i społecznego.

## Tło historyczne
W czasie panowania Ramzesa III (1186–1155 p.n.e.) Egipt zmagał się z poważnymi problemami wewnętrznymi i zewnętrznymi. Choć faraon odniósł militarne zwycięstwo nad tzw. Ludami Morza (ok. 1178 p.n.e.), kraj poniósł duże straty ludnościowe i gospodarcze. Spadła produkcja rolna, osłabł handel międzynarodowy, a system administracyjny zaczął być dotknięty korupcją i niewydolnością.
Mimo prób odbudowy państwa – w tym renowacji świątyń i reorganizacji administracji – sytuacja ekonomiczna pogarszała się. Szczególnie dotkliwy był spadek dostępności zboża, podstawy egipskiej gospodarki i systemu wynagrodzeń.

## Przebieg strajku
W 1159 p.n.e. w Deir el-Medina, osadzie robotników zatrudnionych przy budowie królewskich grobowców, miał miejsce jeden z najwcześniej udokumentowanych protestów pracowniczych. Spowodowało go opóźnienie w dostarczeniu racji żywnościowych (głównie zboża), które stanowiły formę wynagrodzenia; przerwa w dostawach trwała ponad 18 dni.
Pierwsze działania polegały na opuszczeniu stanowisk pracy i zorganizowaniu pokojowej demonstracji pod świątynią Ramzesa III. Następnie protestujący zorganizowali strajk okupacyjny przy świątyni Totmesa III. Lokalni urzędnicy, nieprzygotowani na tego rodzaju wydarzenia, próbowali uspokoić sytuację, dostarczając protestującym ciasta, co nie przyniosło oczekiwanego efektu.
W kolejnych dniach robotnicy zajęli południową bramę Ramesseum – głównego magazynu zbożowego w Tebach – oraz zablokowali dostęp do Doliny Królów, uniemożliwiając odprawianie rytuałów pogrzebowych. Działania te były uznawane za poważne naruszenie tradycyjnego porządku religijnego.
Interwencja władz – obejmująca urzędników państwowych, świątynnych oraz funkcjonariuszy odpowiedzialnych za porządek publiczny – nie przyniosła natychmiastowego rezultatu. Ostatecznie, po negocjacjach, zaległe racje wypłacono, lecz problemy z zaopatrzeniem powracały. Strajki trwały przez kilka lat, aż do momentu usprawnienia systemu płatności.

## Znaczenie historyczne
Strajk w Deir el-Medina uważany jest za pierwszą udokumentowaną akcję protestacyjną pracowników w historii ludzkości. Jego znaczenie wykracza poza kwestie ekonomiczne – był także wyrazem sprzeciwu wobec niewydolności administracji i naruszenia ma’at, zasadniczego filaru ideologicznego starożytnego Egiptu.
Wydarzenia te zapoczątkowały zmianę w relacjach między władzą a obywatelami. Po raz pierwszy zwykli pracownicy podjęli działania mające na celu egzekwowanie odpowiedzialności ze strony pracodawcy, państwa i jego urzędników.